# Kurzbahnweltmeisterschaften 1999
| Kurzbahnweltmeisterschaften 1999 | Kurzbahnweltmeisterschaften 1999 |
| -------------------------------- | -------------------------------- |
| Veranstaltungsort                | Hongkong                         |
| Teilnehmende Nationen            | 61                               |
| Teilnehmende Athleten            | 516                              |
| Entscheidungen                   | 40                               |
| Eröffnung                        | 1. April 1999                    |
| Abschluss                        | 4. April 1999                    |

| Medaillenspiegel | Medaillenspiegel    | Medaillenspiegel | Medaillenspiegel | Medaillenspiegel | Medaillenspiegel |
| Platz            | Land                | G                | S                | B                | Gesamt           |
| ---------------- | ------------------- | ---------------- | ---------------- | ---------------- | ---------------- |
| 1                | Australien          | 9                | 11               | 6                | 26               |
| 2                | Japan               | 6                | 2                | 1                | 9                |
| 3                | Verein. Königr.     | 4                | 5                | 4                | 13               |
| 4                | Schweden            | 4                | 4                | 3                | 11               |
| 5                | USA                 | 3                | 1                | 0                | 4                |
| 6                | Slowakei            | 3                | 0                | 0                | 3                |
| 7                | Niederlande         | 2                | 3                | 5                | 10               |
| 8                | Ukraine             | 2                | 1                | 1                | 4                |
| 9                | Kuba                | 2                | 0                | 0                | 2                |
| 10               | Volksrepublik China | 1                | 3                | 2                | 6                |
| 11               | Deutschland         | 1                | 1                | 0                | 2                |
| 12               | Russland            | 1                | 0                | 3                | 4                |
| 13               | Dänemark            | 1                | 0                | 2                | 3                |
| 14               | Finnland            | 1                | 0                | 0                | 1                |
| 15               | Kanada              | 0                | 3                | 5                | 8                |
| 16               | Südafrika           | 0                | 3                | 0                | 3                |
| 17               | Polen               | 0                | 1                | 2                | 3                |
| 18               | Italien             | 0                | 1                | 1                | 2                |
| 19               | Argentinien         | 0                | 1                | 0                | 1                |
| 20               | Schweiz Spanien     | 0                | 0                | 2                | 2                |

Die Kurzbahnweltmeisterschaften 1999 im Schwimmen fanden vom 1. bis 4. April 1999 in Hongkong statt und wurden vom internationalen Schwimmverband FINA organisiert.
Bei diesen Kurzbahnweltmeisterschaften wurden das erste Mal Medaillen für die 50 Meter Brust, 50 Meter Rücken und 50 Meter Schmetterling bei Frauen und Männern vergeben.

## Zeichenerklärung
- WR – Weltrekord

## Schwimmen Männer

### Freistil

#### 50 m Freistil
| Platz | Land            | Athlet       | Zeit     |
| ----- | --------------- | ------------ | -------- |
| 1     | Verein. Königr. | Mark Foster  | 00:21,81 |
| 2     | Argentinien     | José Meolans | 00:21,84 |
| 3     | Niederlande     | Mark Veens   | 00:21,88 |

#### 100 m Freistil
| Platz | Land       | Athlet              | Zeit     |
| ----- | ---------- | ------------------- | -------- |
| 1     | Schweden   | Lars Frölander      | 00:47,05 |
| 2     | Australien | Michael Klim        | 00:47,49 |
| 3     | Polen      | Bartosz Kizierowski | 00:47,75 |

#### 200 m Freistil
| Platz | Land        | Athlet                    | Zeit        |
| ----- | ----------- | ------------------------- | ----------- |
| 1     | Australien  | Ian Thorpe                | 01:43,28 WR |
| 2     | Australien  | Michael Klim              | 01:43,78    |
| 3     | Niederlande | Pieter van den Hoogenband | 01:44,39    |

#### 400 m Freistil
| Platz | Land       | Athlet                | Zeit        |
| ----- | ---------- | --------------------- | ----------- |
| 1     | Australien | Grant Hackett         | 03:35,01 WR |
| 2     | Australien | Ian Thorpe            | 03:35,64    |
| 3     | Italien    | Massimiliano Rosolino | 03:43,68    |

#### 1500 m Freistil
| Platz | Land            | Athlet          | Zeit     |
| ----- | --------------- | --------------- | -------- |
| 1     | Australien      | Grant Hackett   | 14:32,87 |
| 2     | Verein. Königr. | Graeme Smith    | 14:45,41 |
| 3     | Australien      | Daniel Kowalski | 14:51,44 |

### Schmetterling

#### 50 m Schmetterling
| Platz | Land                | Athlet       | Zeit     |
| ----- | ------------------- | ------------ | -------- |
| 1     | Verein. Königr.     | Mark Foster  | 00:23,61 |
| 2     | Volksrepublik China | Qiang Zhang  | 00:23,87 |
| 3     | Niederlande         | Joris Keizer | 00:23,96 |

#### 100 m Schmetterling
| Platz | Land            | Athlet         | Zeit     |
| ----- | --------------- | -------------- | -------- |
| 1     | Schweden        | Lars Frölander | 00:51,45 |
| 2     | Australien      | Michael Klim   | 00:51,56 |
| 3     | Verein. Königr. | James Hickman  | 00:51,60 |

#### 200 m Schmetterling
| Platz | Land            | Athlet           | Zeit     |
| ----- | --------------- | ---------------- | -------- |
| 1     | Verein. Königr. | James Hickman    | 01:52,71 |
| 2     | Japan           | Takashi Yamamoto | 01:54,68 |
| 3     | Ukraine         | Denys Sylantjew  | 01:55,41 |

### Rücken

#### 50 m Rücken
| Platz | Land       | Athlet           | Zeit     |
| ----- | ---------- | ---------------- | -------- |
| 1     | Kuba       | Rodolfo Falcón   | 00:24,34 |
| 2     | Polen      | Mariusz Siembida | 00:24,41 |
| 3     | Australien | Matt Welsh       | 00:24,70 |

#### 100 m Rücken
| Platz | Land       | Athlet           | Zeit     |
| ----- | ---------- | ---------------- | -------- |
| 1     | Kuba       | Rodolfo Falcón   | 00:52,44 |
| 2     | Australien | Matt Welsh       | 00:52,45 |
| 3     | Polen      | Mariusz Siembida | 00:53,27 |

#### 200 m Rücken
| Platz | Land       | Athlet              | Zeit     |
| ----- | ---------- | ------------------- | -------- |
| 1     | Australien | Josh Watson         | 01:54,67 |
| 2     | Kanada     | Mark Versfeld       | 01:55,42 |
| 3     | Russland   | Serguei Ostaptchouk | 01:55,61 |

### Brust

#### 50 m Brust
| Platz | Land     | Athlet           | Zeit     |
| ----- | -------- | ---------------- | -------- |
| 1     | Ukraine  | Dmytro Kraevskyy | 00:27,40 |
| 2     | Schweden | Patrik Isaksson  | 00:27,57 |
| 3     | Schweiz  | Remo Lütolf      | 00:27,59 |

#### 100 m Brust
| Platz | Land     | Athlet              | Zeit     |
| ----- | -------- | ------------------- | -------- |
| 1     | Schweden | Patrik Isaksson     | 00:59,69 |
| 2     | Italien  | Domenico Fioravanti | 00:59,88 |
| 3     | Kanada   | Morgan Knabe        | 00:59,93 |

#### 200 m Brust
| Platz | Land       | Athlet            | Zeit     |
| ----- | ---------- | ----------------- | -------- |
| 1     | Australien | Philip Rogers     | 02:08,72 |
| 2     | Australien | Ryan Mitchell     | 02:08,73 |
| 3     | Russland   | Dmitri Komornikow | 02:09,18 |

### Lagen

#### 100 m Lagen
| Platz | Land       | Athlet         | Zeit     |
| ----- | ---------- | -------------- | -------- |
| 1     | Finnland   | Jani Sievinen  | 00:54,18 |
| 2     | Australien | Matthew Dunn   | 00:54,77 |
| 3     | Dänemark   | Jacob Andersen | 00:55,05 |

#### 200 m Lagen
| Platz | Land            | Athlet        | Zeit     |
| ----- | --------------- | ------------- | -------- |
| 1     | Australien      | Matthew Dunn  | 01:55,81 |
| 2     | Verein. Königr. | James Hickman | 01:56,51 |
| 3     | Niederlande     | Marcel Wouda  | 01:58,63 |

#### 400 m Lagen
| Platz | Land        | Athlet         | Zeit     |
| ----- | ----------- | -------------- | -------- |
| 1     | Australien  | Matthew Dunn   | 04:06,05 |
| 2     | Niederlande | Marcel Wouda   | 04:09,29 |
| 3     | Spanien     | Frederik Hviid | 04:10,92 |

### Staffel

#### Staffel 4 × 100 m Freistil
| Platz | Land        | Athleten                                                                 | Zeit     |
| ----- | ----------- | ------------------------------------------------------------------------ | -------- |
| 1     | Australien  | - Chris Fydler - Todd Pearson - Ian Thorpe - Michael Klim                | 03:11,21 |
| 2     | Niederlande | - Mark Veens - Johan Kenkhuis - Marcel Wouda - Pieter van den Hoogenband | 03:11,57 |
| 3     | Schweden    | - Dan Lindström - Lars Frölander - Mattias Ohlin - Daniel Carlsson       | 03:12,69 |

#### Staffel 4 × 200 m Freistil
| Platz | Land            | Athleten                                                                     | Zeit     |
| ----- | --------------- | ---------------------------------------------------------------------------- | -------- |
| 1     | Niederlande     | - Pieter v. d. Hoogenband - Johan Kenkhuis - Martijn Zuijdweg - Marcel Wouda | 07:04,48 |
| 2     | Verein. Königr. | - Gavin Meadows - Sion Brinn - Paul Palmer - Edward Sinclair                 | 07:07,20 |
| 3     | Kanada          | - Mark Johnston - Brian Johns - Rick Say - Yannick Lupien                    | 07:08,02 |

#### Staffel 4 × 100 m Lagen
| Platz | Land            | Athleten                                                             | Zeit     |
| ----- | --------------- | -------------------------------------------------------------------- | -------- |
| 1     | Australien      | - Matt Welsh - Philip Rogers - Michael Klim - Chris Fydler           | 03:29,88 |
| 2     | Schweden        | - Mattias Ohlin - Patrik Isaksson - Daniel Carlsson - Lars Frölander | 03:30,32 |
| 3     | Verein. Königr. | - Neil Willey - Darren Mew - James Hickman - Sion Brinn              | 03:32,25 |

## Schwimmen Frauen

### Freistil

#### 50 m Freistil
| Platz | Land            | Athlet          | Zeit     |
| ----- | --------------- | --------------- | -------- |
| 1     | Niederlande     | Inge de Bruijn  | 00:24,35 |
| 2     | USA             | Jenny Thompson  | 00:24,57 |
| 3     | Verein. Königr. | Alison Sheppard | 00:24,97 |

#### 100 m Freistil
| Platz | Land            | Athlet         | Zeit     |
| ----- | --------------- | -------------- | -------- |
| 1     | USA             | Jenny Thompson | 00:53,24 |
| 2     | Deutschland     | Sandra Völker  | 00:53,76 |
| 3     | Verein. Königr. | Sue Rolph      | 00:53,78 |

#### 200 m Freistil
| Platz | Land                | Athlet            | Zeit     |
| ----- | ------------------- | ----------------- | -------- |
| 1     | Slowakei            | Martina Moravcová | 01:56,11 |
| 2     | Volksrepublik China | Caini Qin         | 01:57,26 |
| 3     | Schweden            | Josefin Lillhage  | 01:57,46 |

#### 400 m Freistil
| Platz | Land                | Athlet              | Zeit     |
| ----- | ------------------- | ------------------- | -------- |
| 1     | Russland            | Nadejda Tschemezowa | 04:05,23 |
| 2     | Volksrepublik China | Caini Qin           | 04:06,34 |
| 3     | Kanada              | Joanne Malar        | 04:06,83 |

#### 800 m Freistil
| Platz | Land                | Athlet           | Zeit     |
| ----- | ------------------- | ---------------- | -------- |
| 1     | Volksrepublik China | Hua Chen         | 08:20,13 |
| 2     | Australien          | Rachel Harris    | 08:23,36 |
| 3     | Schweiz             | Flavia Rigamonti | 08:26,38 |

### Schmetterling

#### 50 m Schmetterling
| Platz | Land        | Athlet                | Zeit     |
| ----- | ----------- | --------------------- | -------- |
| 1     | USA         | Jenny Thompson        | 00:26,18 |
| 2     | Schweden    | Anna-Karin Kammerling | 00:26,21 |
| 3     | Niederlande | Inge de Bruijn        | 00:26,41 |

#### 100 m Schmetterling
| Platz | Land     | Athlet          | Zeit     |
| ----- | -------- | --------------- | -------- |
| 1     | USA      | Jenny Thompson  | 00:57,65 |
| 2     | Schweden | Johanna Sjöberg | 00:57,74 |
| 3     | Japan    | Ayari Aoyama    | 00:58,29 |

#### 200 m Schmetterling
| Platz | Land       | Athlet         | Zeit     |
| ----- | ---------- | -------------- | -------- |
| 1     | Dänemark   | Mette Jacobsen | 02:06,52 |
| 2     | Australien | Petria Thomas  | 02:06,53 |
| 3     | Dänemark   | Sophia Skou    | 02:08,29 |

### Rücken

#### 50 m Rücken
| Platz | Land        | Athlet          | Zeit     |
| ----- | ----------- | --------------- | -------- |
| 1     | Deutschland | Sandra Völker   | 00:27,63 |
| 2     | Japan       | Mai Nakamura    | 00:27,73 |
| 3     | Australien  | Kellie McMillan | 00:28,29 |

#### 100 m Rücken
| Platz | Land   | Athlet            | Zeit     |
| ----- | ------ | ----------------- | -------- |
| 1     | Japan  | Mai Nakamura      | 00:58,67 |
| 2     | Kanada | Kelly Stefanyshyn | 01:00,43 |
| 3     | Kanada | Erin Gammel       | 01:00,49 |

#### 200 m Rücken
| Platz | Land            | Athlet            | Zeit     |
| ----- | --------------- | ----------------- | -------- |
| 1     | Japan           | Mai Nakamura      | 02:06,49 |
| 2     | Verein. Königr. | Helen Don-Duncan  | 02:08,18 |
| 3     | Kanada          | Kelly Stefanyshyn | 02:09,51 |

### Brust

#### 50 m Brust
| Platz | Land                | Athlet        | Zeit     |
| ----- | ------------------- | ------------- | -------- |
| 1     | Japan               | Masami Tanaka | 00:30,80 |
| 2     | Südafrika           | Penny Heyns   | 00:30,88 |
| 3     | Volksrepublik China | Xue Xan       | 00:31,24 |

#### 100 m Brust
| Platz | Land       | Athlet         | Zeit     |
| ----- | ---------- | -------------- | -------- |
| 1     | Japan      | Masami Tanaka  | 01:06,38 |
| 2     | Südafrika  | Penny Heyns    | 01:06,47 |
| 3     | Australien | Samantha Riley | 01:07,50 |

#### 200 m Brust
| Platz | Land                | Athlet        | Zeit        |
| ----- | ------------------- | ------------- | ----------- |
| 1     | Japan               | Masami Tanaka | 02:20,22 WR |
| 2     | Südafrika           | Penny Heyns   | 02:24,27    |
| 3     | Volksrepublik China | Hui Qi        | 02:25,05    |

### Lagen

#### 100 m Lagen
| Platz | Land       | Athlet            | Zeit     |
| ----- | ---------- | ----------------- | -------- |
| 1     | Slowakei   | Martina Moravcová | 01:00,20 |
| 2     | Australien | Lori Munz         | 01:01,40 |
| 3     | Russland   | Oxana Werewka     | 01:01,55 |

#### 200 m Lagen
| Platz | Land       | Athlet            | Zeit     |
| ----- | ---------- | ----------------- | -------- |
| 1     | Slowakei   | Martina Moravcová | 02:08,55 |
| 2     | Ukraine    | Jana Klotschkowa  | 02:10,67 |
| 3     | Australien | Lori Munz         | 02:11,48 |

#### 400 m Lagen
| Platz | Land    | Athlet           | Zeit     |
| ----- | ------- | ---------------- | -------- |
| 1     | Ukraine | Jana Klotschkowa | 04:32,32 |
| 2     | Kanada  | Joanne Malar     | 04:34,90 |
| 3     | Spanien | Lourdes Becerra  | 04:38,44 |

### Staffel

#### Staffel 4 × 100 m Freistil
| Platz | Land            | Athleten                                                                | Zeit     |
| ----- | --------------- | ----------------------------------------------------------------------- | -------- |
| 1     | Verein. Königr. | - Alison Sheppard - Claire Huddart - Karen Pickering - Sue Rolph        | 03:36,88 |
| 2     | Niederlande     | - Thamar Henneken - Wilma van Hofwegen - Chantal Groot - Inge de Bruijn | 03:39,40 |
| 3     | Australien      | - Lori Munz - Rebecca Creedy - Melanie Dodd - Sarah Ryan                | 03:39,82 |

#### Staffel 4 × 200 m Freistil
| Platz | Land            | Athleten                                                                 | Zeit        |
| ----- | --------------- | ------------------------------------------------------------------------ | ----------- |
| 1     | Schweden        | - Josefin Lillhage - Louise Jöhncke - Johanna Sjöberg - Malin Svahnström | 07:51,70 WR |
| 2     | Verein. Königr. | - Claire Huddart - Karen Legg - Nicola Jackson - Karen Pickering         | 07:53,98    |
| 3     | Australien      | - Lori Munz - Jacinta van Lint - Rebecca Creedy - Giaan Rooney           | 07:55,81    |

#### Staffel 4 × 100 m Lagen
| Platz | Land       | Athleten                                                               | Zeit        |
| ----- | ---------- | ---------------------------------------------------------------------- | ----------- |
| 1     | Japan      | - Mai Nakamura - Masami Tanaka - Ayari Aoyama - Sumika Minamoto        | 03:57,62 WR |
| 2     | Australien | - Giaan Rooney - Samantha Riley - Petria Thomas - Lori Munz            | 04:00,37    |
| 3     | Schweden   | - Therese Alshammar - Maria Ostling - Johanna Sjöberg - Louise Jöhncke | 04:00,84    |